# Arthur Moyle
Arthur Moyle (25 septembre 1894 - 23 décembre 1974) est un responsable syndical et un homme politique britannique. Député pendant dix-neuf ans, il est principalement connu comme Secrétaire parlementaire privé de Clement Attlee quand il est premier ministre.

## Début de carrière
Moyle est originaire de Cornouailles, fils d'un tailleur de pierre. Il grandit à Llanidloes, Montgomeryshire et va à l'école nationale là-bas. Il apprend le métier de maçon et travaille au Pays de Galles et dans les Marches galloises. Il est actif comme syndicaliste et en 1918, il devient secrétaire de la Shrewsbury Building Trades Federation.
À partir de 1920, Moyle est promu au poste de permanent de la Fédération nationale des opérateurs du bâtiment. Il est également militant du parti travailliste, et aux élections générales de 1924, il est choisi comme candidat du parti travailliste pour Torquay. L'intervention de Moyle dans ce qui était une lutte serrée entre les conservateurs et les libéraux, où les travaillistes n'ont pas eu de candidat lors des deux élections précédentes, est contrariée par le Parti libéral . En fin de compte, les libéraux perdent le siège de beaucoup plus que les 2 752 votes obtenus par Moyle.

## Carrière syndicale
Après les fusions de syndicats, Moyle devient responsable national du Syndicat national des employés de la fonction publique, ce qui lui confère la responsabilité des travailleurs des collectivités locales en général et pas seulement de ceux de la construction. En 1937–38, Moyle est président du Conseil national mixte des autorités locales pour les services non commerciaux. Il est le porte-parole d'une délégation auprès du gouvernement pour demander des pensions pour les travailleurs manuels ainsi que pour les fonctionnaires locaux en 1937 .
En mai 1938, il se joint à une délégation réclamant un conseil Whitley pour les infirmières, afin de fixer les salaires minimums et les heures maximum . Pendant la Seconde Guerre mondiale, Moyle siège à un comité départemental sur les salaires des infirmières sous Henry Betterton. Moyle est membre du Conseil national mixte des personnels administratifs, techniques et administratifs des autorités locales et, en 1945, il est président du Comité consultatif local du Congrès des syndicats.

## Carrière parlementaire
Moyle est candidat parlementaire travailliste pour Stourbridge en janvier 1940, et l'emporte à l'élection de 1945 sur les conservateurs avec une majorité de presque 16 000 voix. Au Parlement, il se concentre sur les problèmes des travailleurs des collectivités locales et, en soutenant le projet de loi sur l'assurance nationale en février 1946, il fait part de sa préoccupation pour le personnel des collectivités locales qui se retrouverait licencié après l'entrée en vigueur du projet de loi. Il demande qu'une compensation adéquate soit versée .
En mai 1946, Moyle est nommé secrétaire parlementaire privé du Premier ministre, Clement Attlee, à la suite de Geoffrey de Freitas . Moyle joue un rôle central dans la gestion des relations entre Attlee et les députés d'arrière-ban du gouvernement, et l'a presque réduit au silence dans la Chambre des communes.
Après des changements de limites, Moyle est élu pour Oldbury et Halesowen aux élections générales de 1950. En novembre, il arrive à la première place dans le scrutin pour les projets de loi d'initiative parlementaire et présente un projet de loi visant à resserrer la licence des feux d'artifice . Le projet de loi est adopté. Moyle continue comme secrétaire privé parlementaire d'Attlee lorsque le parti travailliste entre dans l'opposition après les élections générales de 1951  et est nommé Commandeur de l'Ordre de l'Empire britannique (CBE) dans la liste des honneurs de démission d'Attlee  .
En novembre 1953, il arrive en tête du scrutin pour les projets de loi d'initiative parlementaire et choisit le sujet de l'abattage sans cruauté des chevaux . Son projet de loi reçoit le soutien du gouvernement  et est adopté. Plus tard, en juin 1957, Moyle est président de la Ligue internationale pour la protection des chevaux .
Après qu'Attlee ait pris sa retraite en tant que chef de l'opposition, Moyle s'intéresse à la pollution de l'air et se plaint du fait que le carburant sans fumée est trop cher et trop lent à commander; il préconise la nationalisation des entreprises qui ont réussi à développer la production . Pendant la crise de Suez, Moyle déclare que la Grande-Bretagne a détruit son autorité morale par une action et a perdu l'occasion de critiquer l'Union soviétique pour son action en Hongrie . Il voulait que les cours martiales de la marine soient composées de sous-officiers et de matelots ainsi que d'officiers .
Moyle remporte le scrutin pour les projets de loi d'initiative parlementaire pour la troisième fois en novembre 1957 . Cette fois, il présente un projet de loi pour mettre en œuvre les recommandations d'une commission royale sur les enfants de personnes divorcées . Comme pour ses projets de loi précédents, il obtient le soutien du gouvernement  et reçoit la sanction royale. En 1957 et 1958, Moyle se présente sans succès pour le cabinet fantôme.
Après les élections générales de 1959, Moyle se retrouve incapable de jouer un rôle actif au Parlement en raison de sa maladie. Son manque de participation est mis en évidence par le programme télévisé de la BBC "That Was The Week That Was " en janvier 1963, qui répertorie les 13 députés qui n'ont pas prononcé de discours dans l'ensemble du Parlement. Il annonce sa retraite et quitte la Chambre aux élections générales de 1964.

## Pairie à vie
Dans la liste des honneurs d'anniversaire de la reine de 1966,  il reçoit une pairie de vie, étant créé baron Moyle, de Llanidloes dans le comté de Montgomery le 23 juin 1966. À la mort d'Attlee, Moyle est nommé son exécuteur testamentaire littéraire . En mars 1970, il se prononce contre la demande d'adhésion aux Communautés européennes, faisant valoir que la Grande-Bretagne devrait se tenir aux côtés des États-Unis qui ont soutenu la Grande-Bretagne dans deux guerres mondiales et continuaient de le faire .
Moyle épouse Elizabeth Evans de Llanidloes en 1921. Leur fils, Roland Moyle, est plus tard député travailliste à Lewisham. Il se remarie à Lena Bassett en 1952.